# CF Brăila în sezonul 2007-2008
Sezonul 2007-2008 este primul sezon pentru CF Brăila în Liga a III-a. Sezonul trecut, CF Brăila a terminat pe locul 18 în Liga a II-a, retrogradand la finele sezonului.

## Echipă
| Nr. |         | Poziție | Jucător              |
| --- | ------- | ------- | -------------------- |
| 12  | România | P       | Paul Botaș           |
| 1   | România | P       | Cristian Mitrea      |
| 7   | România | F       | Gabriel Bosoi        |
| 15  | România | F       | Viorel Nicolae       |
| 8   | România | F       | Cosmin Necoară       |
| 17  | România | F       | Cristian Pascu       |
| 5   | România | M       | Cătălin Stănciulescu |
| 9   | România | M       | Alin Pânzaru         |
| 23  | România | M       | Victor Olenic        |
| 18  | România | A       | Marius Lupu          |

## Transferuri

### Sosiri
| Post | Jucător | De la echipa | Sumă de transfer | Dată |  | ---- |
| ---- | ------- | ------------ | ---------------- | ---- |  | ---- |

### Plecări
| Post | Jucător | De la echipa | Sumă de transfer | Dată |  | ---- |
| ---- | ------- | ------------ | ---------------- | ---- |  | ---- |

## Seria I

### Rezultate
| Victorii | Egaluri | Înfrângeri | Cea mai mare victorie | Cea mai mare înfrângere |

### Sezon intern
| 1  | Pambac Bacau             | CF Braila                | Neta, Coman                                   | 4-2 |
| 2  | CF Braila                | Cetatea Suceava          |                                               | 0-3 |
| 3  | FC Barlad                | CF Braila                | Rotaru                                        | 2-1 |
| 4  | CF Braila                | Cetatea Targu Neamt      | Neta 30, 36, Mândrușcă 40, Bosoi 45, Pascu 78 | 5-2 |
| 5  | Poli Galati              | CF Braila                |                                               | 0-0 |
| 6  | CF Braila                | NGM Leonard Pascani      | Mândroasa 26, Pascu 58, Bosoi 74, 90          | 4-1 |
| 7  | CF Braila                | Juventus Falticeni       |                                               | 0-0 |
| 8  | Aerostar Bacau           | CF Braila                | Rotaru 80                                     | 4-1 |
| 9  | CF Braila                | Ceahlaul Piatra Neamt II | Stănciulescu 42                               | 1-0 |
| 10 | FC Willy 2001            | CF Braila                | Mândroasa 68                                  | 4-1 |
| 11 | CF Braila                | CFR Pascani              | Bosoi 90+1                                    | 1-0 |
| 12 | Laminorul Roman          | CF Braila                |                                               | 1-1 |
| 13 | CF Braila                | Otelul Galati II         | Rotaru 38pen, 47                              | 2-0 |
| 14 | Poli Iasi II             | CF Braila                |                                               | 0-0 |
| 15 | CF Braila                | Raraul Campulung         |                                               | 3-0 |
| 16 | Municipal Bacau II       | CF Braila                | Neta 70                                       | 1-1 |
| 17 | CF Braila                | Bujorii Targu Bujor      |                                               | 0-2 |
| 18 | CF Braila                | Pambac Bacau             |                                               | 0-1 |
| 19 | Cetatea Suceava          | CF Braila                |                                               | 1-0 |
| 20 | CF Braila                | FC Barlad                | Pleșa 28pen, Bosoi 69, Mândroasa 83           | 3-1 |
| 21 | Cetatea Targu Neamt      | CF Braila                |                                               | 1-1 |
| 22 | CF Braila                | Poli Galati              | Coman 86                                      | 1-1 |
| 23 | NGM Leonard Pascani      | CF Braila                |                                               | 0-3 |
| 24 | Juventus Falticeni       | CF Braila                |                                               | 2-0 |
| 25 | CF Braila                | Aerostar Bacau           | Bosoi 12, 17, Coman 48, Lupu 59, Rotaru 70    | 5-1 |
| 26 | Ceahlaul Piatra Neamt II | CF Braila                |                                               | 3-0 |
| 27 | CF Braila                | FC Willy 2001            | Neta 75                                       | 1-0 |
| 28 | CFR Pascani              | CF Braila                | Harabagiu 49                                  | 4-1 |
| 29 | CF Braila                | Laminorul Roman          | Rotaru 69pen                                  | 1-0 |
| 30 | Otelul II Galati         | CF Braila                | Coman 53                                      | 1-1 |
| 31 | CF Braila                | Poli Iasi II             | Mândroasa 5, 8                                | 2-2 |
| 32 | Raraul Campulung         | CF Braila                | Neta 75, 90                                   | 0-2 |
| 33 | CF Braila                | Municipal Bacau II       | Dobre 2, Lupu 11, Neta 63                     | 3-1 |
| 34 | Bujorii Targu Bujor      | CF Braila                |                                               | 0-3 |

Clasamentul după 31 etape se prezintă astfel: